# Danh sách chuyển nhượng bóng đá Anh hè 2015
Đây là danh sách chuyển nhượng bóng đá Anh trong thị trường chuyển nhượng hè 2015. Chỉ có những thương vụ có mặt ít nhất một câu lạc bộ của Premier League hay Championship được liệt kê ở đây.
Danh sách này bao gồm chuyển nhượng của ít nhất một câu lạc bộ ở Premier League hay Football League Championship hoàn tất sau sự kết thúc của thị trường chuyển nhượng đông 2014–15 và trước khi kết thúc thị trường hè 2015.
Các cầu thủ tự do có thế ký hợp đồng vào bất cứ lúc nào, các câu lạc bộ dưới Premier League có thể mượn cầu thủ bất cứ lúc nào. Câu lạc bộ có thể mua thủ môn trong trường hợp khẩn cấp.

## Chuyển nhượng
Tất cả các câu lạc bộ không có lá cờ là của Anh. Ghi chú rằng trong khi Cardiff City và Swansea City liên kết với Hiệp hội bóng đá Wales nên có lá cờ Wales, nhưng họ thi đấu ở Hệ thống các giải bóng đá ở Anh, và vì vậy chuyển nhượng của họ cũng nằm ở đây.
| Thời gian              | Cầu thủ                 | Nơi đi                  | Nơi đến                  | Giá           |
| ---------------------- | ----------------------- | ----------------------- | ------------------------ | ------------- |
| 3 tháng 2 năm 2015     | Anderson                | Manchester United       | Internacional            | Miễn phí      |
| 3 tháng 2 năm 2015     | Roger Johnson           | Tự do                   | Charlton Athletic        | Miễn phí      |
| 10 tháng 2 năm 2015    | Tareiq Holmes-Dennis    | Charlton Athletic       | Plymouth Argyle          | Cho mượn      |
| 10 tháng 2 năm 2015    | Gary Madine             | Sheffield Wednesday     | Blackpool                | Cho mượn      |
| 10 tháng 2 năm 2015    | Harry Maguire           | Hull City               | Wigan Athletic           | Cho mượn      |
| 10 tháng 2 năm 2015    | Jack O'Connell          | Brentford               | Rochdale                 | Cho mượn      |
| 12 tháng 2 năm 2015    | Ryan Inniss             | Crystal Palace          | Port Vale                | Cho mượn      |
| 12 tháng 2 năm 2015    | Rob Kiernan             | Wigan Athletic          | Birmingham City          | Cho mượn      |
| 12 tháng 2 năm 2015    | Dani Osvaldo            | Southampton             | Boca Juniors             | Cho mượn      |
| 13 tháng 2 năm 2015    | Jordan Jones            | Middlesbrough           | Hartlepool United        | Cho mượn      |
| 13 tháng 2 năm 2015    | Kemar Roofe             | West Bromwich Albion    | Oxford United            | Cho mượn      |
| 14 tháng 2 năm 2015    | Cameron McGeehan        | Norwich City            | Luton Town               | Cho mượn      |
| 16 tháng 2 năm 2015    | George Williams         | Fulham                  | Milton Keynes Dons       | Cho mượn      |
| 17 tháng 2 năm 2015    | Graham Dorrans          | West Bromwich Albion    | Norwich City             | Cho mượn      |
| 17 tháng 2 năm 2015    | Josh Sheehan            | Swansea City            | Yeovil Town              | Cho mượn      |
| 18 tháng 2 năm 2015    | Stephen Kingsley        | Swansea City            | Yeovil Town              | Cho mượn      |
| 19 tháng 2 năm 2015    | Chris Eagles            | Tự do                   | Charlton Athletic        | Miễn phí      |
| 19 tháng 2 năm 2015    | Emmanuel Ledesma        | Middlesbrough           | Brighton & Hove Albion   | Cho mượn      |
| 19 tháng 2 năm 2015    | Elliot Lee              | West Ham United         | Luton Town               | Cho mượn      |
| 19 tháng 2 năm 2015    | John O'Sullivan         | Blackburn Rovers        | Barnsley                 | Cho mượn      |
| 19 tháng 2 năm 2015    | Byron Webster           | Millwall                | Yeovil Town              | Cho mượn      |
| 20 tháng 2 năm 2015    | Richard Chaplow         | Millwall                | Ipswich Town             | Cho mượn      |
| 20 tháng 2 năm 2015    | Jeffrey Monakana        | Brighton & Hove Albion  | Mansfield Town           | Cho mượn      |
| 20 tháng 2 năm 2015    | Gary Taylor-Fletcher    | Leicester City          | Millwall                 | Cho mượn      |
| 20 tháng 2 năm 2015    | Richard Wood            | Rotherham United        | Crawley Town             | Cho mượn      |
| 21 tháng 2 năm 2015    | Paddy McCourt           | Brighton & Hove Albion  | Notts County             | Cho mượn      |
| 21 tháng 2 năm 2015    | Jermaine Pennant        | Tự do                   | Wigan Athletic           | Miễn phí      |
| 21 tháng 2 năm 2015    | Raphael Spiegel         | West Ham United         | Carlisle United          | Cho mượn      |
| 23 tháng 2 năm 2015    | Alou Diarra             | Tự do                   | Charlton Athletic        | Miễn phí      |
| 24 tháng 2 năm 2015    | Oliver Burke            | Nottingham Forest       | Bradford City            | Cho mượn      |
| 25 tháng 2 năm 2015    | Lewis Baker             | Chelsea                 | Milton Keynes Dons       | Cho mượn      |
| 26 tháng 2 năm 2015    | Liam Moore              | Leicester City          | Brentford                | Cho mượn      |
| 26 tháng 2 năm 2015    | Marco Motta             | Tự do                   | Watford                  | Miễn phí      |
| 26 tháng 2 năm 2015    | Luke O'Neill            | Burnley                 | Leyton Orient            | Cho mượn      |
| 27 tháng 2 năm 2015    | Adam Chicksen           | Brentford               | Fleetwood Town           | Cho mượn      |
| 27 tháng 2 năm 2015    | Shamir Fenelon          | Brighton & Hove Albion  | Dagenham & Redbridge     | Cho mượn      |
| 27 tháng 2 năm 2015    | Adlène Guedioura        | Crystal Palace          | Watford                  | Cho mượn      |
| 27 tháng 2 năm 2015    | Nick Proschwitz         | Brentford               | Coventry City            | Cho mượn      |
| 27 tháng 2 năm 2015    | Sam Saunders            | Brentford               | Wycombe Wanderers        | Cho mượn      |
| 27 tháng 2 năm 2015    | Chris Wood              | Leicester City          | Ipswich Town             | Cho mượn      |
| 27 tháng 2 năm 2015    | Nico Yennaris           | Brentford               | Wycombe Wanderers        | Cho mượn      |
| 28 tháng 2 năm 2015    | Conor Townsend          | Hull City               | Scunthorpe United        | Cho mượn      |
| 2 tháng 3 năm 2015     | Scott Loach             | Rotherham United        | Yeovil Town              | Cho mượn      |
| 2 tháng 3 năm 2015     | Robert Tesche           | Nottingham Forest       | Birmingham City          | Cho mượn      |
| 4 tháng 3 năm 2015     | Miles Addison           | Bournemouth             | Blackpool                | Cho mượn      |
| 5 tháng 3 năm 2015     | Giles Coke              | Sheffield Wednesday     | Bolton Wanderers         | Cho mượn      |
| 5 tháng 3 năm 2015     | Daniel Lafferty         | Burnley                 | Rotherham United         | Cho mượn      |
| 6 tháng 3 năm 2015     | Steve Davies            | Blackpool               | Sheffield United         | Cho mượn      |
| 6 tháng 3 năm 2015     | Jason Gilchrist         | Burnley                 | Accrington Stanley       | Cho mượn      |
| 6 tháng 3 năm 2015     | Declan John             | Cardiff City            | Barnsley                 | Cho mượn      |
| 7 tháng 3 năm 2015     | Farrend Rawson          | Derby County            | Rotherham United         | Cho mượn      |
| 10 tháng 3 năm 2015    | Paddy McCarthy          | Crystal Palace          | Bolton Wanderers         | Cho mượn      |
| 10 tháng 3 năm 2015    | Fredrik Ulvestad        | Tự do                   | Burnley                  | Miễn phí      |
| 11 tháng 3 năm 2015    | Ollie Muldoon           | Charlton Athletic       | Gillingham               | Cho mượn      |
| 11 tháng 3 năm 2015    | Will Packwood           | Birmingham City         | Cheltenham Town          | Cho mượn      |
| 11 tháng 3 năm 2015    | Callum Reilly           | Birmingham City         | Burton Albion            | Cho mượn      |
| 12 tháng 3 năm 2015    | Modou Barrow            | Swansea City            | Nottingham Forest        | Cho mượn      |
| 12 tháng 3 năm 2015    | Jonson Clarke-Harris    | Rotherham United        | Doncaster Rovers         | Cho mượn      |
| 12 tháng 3 năm 2015    | Michael Jacobs          | Wolverhampton Wanderers | Blackpool                | Cho mượn      |
| 12 tháng 3 năm 2015    | Lloyd Jones             | Liverpool               | Accrington Stanley       | Cho mượn      |
| 12 tháng 3 năm 2015    | Zat Knight              | Tự do                   | Reading                  | Miễn phí      |
| 12 tháng 3 năm 2015    | Tommy O'Sullivan        | Cardiff City            | Port Vale                | Cho mượn      |
| 12 tháng 3 năm 2015    | Michael Turner          | Norwich City            | Fulham                   | Cho mượn      |
| 13 tháng 3 năm 2015    | Jak Alnwick             | Newcastle United        | Bradford City            | Cho mượn      |
| 13 tháng 3 năm 2015    | Paul Corry              | Sheffield Wednesday     | Carlisle United          | Cho mượn      |
| 13 tháng 3 năm 2015    | Shaq Coulthirst         | Tottenham Hotspur       | York City                | Cho mượn      |
| 13 tháng 3 năm 2015    | Uche Ikpeazu            | Watford                 | Crewe Alexandra          | Cho mượn      |
| 13 tháng 3 năm 2015    | Jonathon Margetts       | Hull City               | Cambridge United         | Cho mượn      |
| 13 tháng 3 năm 2015    | Mat Sadler              | Rotherham United        | Oldham Athletic          | Cho mượn      |
| 13 tháng 3 năm 2015    | Rhys Sharpe             | Derby County            | Shrewsbury Town          | Cho mượn      |
| 13 tháng 3 năm 2015    | Grant Ward              | Tottenham Hotspur       | Coventry City            | Cho mượn      |
| 13 tháng 3 năm 2015    | Luke Woodland           | Bolton Wanderers        | Oldham Athletic          | Cho mượn      |
| 14 tháng 3 năm 2015    | Bongani Khumalo         | Tottenham Hotspur       | Colchester United        | Cho mượn      |
| 14 tháng 3 năm 2015    | Jacob Murphy            | Norwich City            | Colchester United        | Cho mượn      |
| 16 tháng 3 năm 2015    | Josh Murphy             | Norwich City            | Wigan Athletic           | Cho mượn      |
| 16 tháng 3 năm 2015[a] | Davide Santon           | Newcastle United        | Inter Milan              | £3.3m         |
| 16 tháng 3 năm 2015    | Jerome Sinclair         | Liverpool               | Wigan Athletic           | Cho mượn      |
| 17 tháng 3 năm 2015    | David Cornell           | Swansea City            | Portsmouth               | Cho mượn      |
| 18 tháng 3 năm 2015    | Lloyd Isgrove           | Southampton             | Sheffield Wednesday      | Cho mượn      |
| 19 tháng 3 năm 2015    | Matthew Connolly        | Cardiff City            | Watford                  | Cho mượn      |
| 19 tháng 3 năm 2015    | Anthony Gerrard         | Huddersfield Town       | Oldham Athletic          | Cho mượn      |
| 19 tháng 3 năm 2015    | Cole Kpekawa            | Queens Park Rangers     | Portsmouth               | Cho mượn      |
| 19 tháng 3 năm 2015    | John Lundstram          | Everton                 | Scunthorpe United        | Cho mượn      |
| 19 tháng 3 năm 2015    | Nyron Nosworthy         | Blackpool               | Portsmouth               | Cho mượn      |
| 20 tháng 3 năm 2015    | Amari'i Bell            | Birmingham City         | Gillingham               | Cho mượn      |
| 20 tháng 3 năm 2015    | Emiliano Martínez       | Arsenal                 | Rotherham United         | Cho mượn      |
| 20 tháng 3 năm 2015    | Danny Ward              | Liverpool               | Morecambe                | Cho mượn      |
| 20 tháng 3 năm 2015    | Lawrie Wilson           | Charlton Athletic       | Rotherham United         | Cho mượn      |
| 21 tháng 3 năm 2015    | Sam Ricketts            | Wolverhampton Wanderers | Swindon Town             | Cho mượn      |
| 21 tháng 3 năm 2015    | Cameron Stewart         | Ipswich Town            | Barnsley                 | Cho mượn      |
| 25 tháng 3 năm 2015    | Fernando Amorebieta     | Fulham                  | Middlesbrough            | Cho mượn      |
| 25 tháng 3 năm 2015    | James Husband           | Middlesbrough           | Fulham                   | Cho mượn      |
| 25 tháng 3 năm 2015    | Gethin Jones            | Everton                 | Plymouth Argyle          | Cho mượn      |
| 26 tháng 3 năm 2015    | Nathan Aké              | Chelsea                 | Reading                  | Cho mượn      |
| 26 tháng 3 năm 2015    | Chuba Akpom             | Arsenal                 | Nottingham Forest        | Cho mượn      |
| 26 tháng 3 năm 2015    | Zak Ansah               | Charlton Athletic       | Plymouth Argyle          | Cho mượn      |
| 26 tháng 3 năm 2015    | Kwesi Appiah            | Crystal Palace          | Reading                  | Cho mượn      |
| 26 tháng 3 năm 2015    | David Atkinson          | Middlesbrough           | Carlisle United          | Cho mượn      |
| 26 tháng 3 năm 2015    | Richard Brindley        | Rotherham United        | Colchester United        | Cho mượn      |
| 26 tháng 3 năm 2015    | Graham Burke            | Aston Villa             | Notts County             | Cho mượn      |
| 26 tháng 3 năm 2015    | Mustapha Carayol        | Middlesbrough           | Brighton & Hove Albion   | Cho mượn      |
| 26 tháng 3 năm 2015    | Mohamed Coulibaly       | Bournemouth             | Port Vale                | Cho mượn      |
| 26 tháng 3 năm 2015    | Jack Dunn               | Liverpool               | Burton Albion            | Cho mượn      |
| 26 tháng 3 năm 2015    | Diego Fabbrini          | Watford                 | Birmingham City          | Cho mượn      |
| 26 tháng 3 năm 2015    | Jon Flatt               | Wolverhampton Wanderers | Chesterfield             | Cho mượn      |
| 26 tháng 3 năm 2015    | Zeki Fryers             | Crystal Palace          | Ipswich Town             | Cho mượn      |
| 26 tháng 3 năm 2015    | George Green            | Everton                 | Tranmere Rovers          | Cho mượn      |
| 26 tháng 3 năm 2015    | Danny Guthrie           | Reading                 | Fulham                   | Cho mượn      |
| 26 tháng 3 năm 2015    | Robert Hall             | Bolton Wanderers        | Milton Keynes Dons       | Cho mượn      |
| 26 tháng 3 năm 2015    | Rob Holding             | Bolton Wanderers        | Bury                     | Cho mượn      |
| 26 tháng 3 năm 2015    | Reece James             | Manchester United       | Huddersfield Town        | Cho mượn      |
| 26 tháng 3 năm 2015    | Jack Jebb               | Arsenal                 | Stevenage                | Cho mượn      |
| 26 tháng 3 năm 2015    | Ryan Jennings           | Wigan Athletic          | Accrington Stanley       | Cho mượn      |
| 26 tháng 3 năm 2015    | Denny Johnstone         | Birmingham City         | Burton Albion            | Cho mượn      |
| 26 tháng 3 năm 2015    | Kenwyne Jones           | Cardiff City            | Bournemouth              | Cho mượn      |
| 26 tháng 3 năm 2015    | Francisco Júnior        | Everton                 | Port Vale                | Cho mượn      |
| 26 tháng 3 năm 2015    | Lewis Kinsella          | Aston Villa             | Luton Town               | Cho mượn      |
| 26 tháng 3 năm 2015    | Richard Lee             | Brentford               | Fulham                   | Cho mượn      |
| 26 tháng 3 năm 2015    | Jordan Lussey           | Liverpool               | Bolton Wanderers         | Cho mượn      |
| 26 tháng 3 năm 2015    | Shaq McDonald           | Derby County            | Cheltenham Town          | Cho mượn      |
| 26 tháng 3 năm 2015    | Stephen McLaughlin      | Nottingham Forest       | Southend United          | Cho mượn      |
| 26 tháng 3 năm 2015    | Tony McMahon            | Blackpool               | Bradford City            | Cho mượn      |
| 26 tháng 3 năm 2015    | Jeffrey Monakana        | Brighton & Hove Albion  | Carlisle United          | Cho mượn      |
| 26 tháng 3 năm 2015    | Josh O'Hanlon           | Bournemouth             | York City                | Cho mượn      |
| 26 tháng 3 năm 2015    | James Pearson           | Leicester City          | Peterborough United      | Cho mượn      |
| 26 tháng 3 năm 2015    | Kevin Stewart           | Liverpool               | Burton Albion            | Cho mượn      |
| 26 tháng 3 năm 2015    | Jake Taylor             | Reading                 | Leyton Orient            | Cho mượn      |
| 26 tháng 3 năm 2015    | Paul Taylor             | Ipswich Town            | Blackburn Rovers         | Cho mượn      |
| 26 tháng 3 năm 2015    | Dwight Tiendalli        | Swansea City            | Middlesbrough            | Cho mượn      |
| 26 tháng 3 năm 2015    | Joe Wildsmith           | Sheffield Wednesday     | Barnsley                 | Cho mượn      |
| 26 tháng 3 năm 2015    | Jonathan Williams       | Crystal Palace          | Ipswich Town             | Cho mượn      |
| 26 tháng 3 năm 2015    | Jordan Williams         | Liverpool               | Notts County             | Cho mượn      |
| 26 tháng 3 năm 2015    | Luke Williams           | Middlesbrough           | Peterborough United      | Cho mượn      |
| 9 tháng 5 năm 2015     | Joe Murphy              | Huddersfield Town       | Chesterfield             | Cho mượn      |
| 12 tháng 5 năm 2015    | Kemar Roofe             | West Bromwich Albion    | Oxford United            | Không tiết lộ |
| 14 tháng 5 năm 2015[a] | Nathan                  | Atlético Paranaense     | Chelsea                  | £4.5m         |
| 16 tháng 5 năm 2015[a] | Akaki Gogia             | Hallescher FC           | Brentford                | Miễn phí      |
| 19 tháng 5 năm 2015    | Alex Jones              | Tự do                   | Birmingham City          | Miễn phí      |
| 19 tháng 5 năm 2015    | Scott Sinclair          | Manchester City         | Aston Villa              | £2.5m         |
| 21 tháng 5 năm 2015    | Jed Wallace             | Portsmouth              | Wolverhampton Wanderers  | Không tiết lộ |
| 21 tháng 5 năm 2015    | Philipp Wollscheid      | Bayer Leverkusen        | Stoke City               | £2.75m        |
| 26 tháng 5 năm 2015    | Artur Boruc             | Southampton             | Bournemouth              | Miễn phí      |
| 27 tháng 5 năm 2015    | Graham Dorrans          | West Bromwich Albion    | Norwich City             | Không tiết lộ |
| 27 tháng 5 năm 2015[a] | Adam Federici           | Tự do                   | Bournemouth              | Miễn phí      |
| 27 tháng 5 năm 2015    | Jakob Haugaard          | Midtjylland             | Watford                  | Không tiết lộ |
| 28 tháng 5 năm 2015    | Ben Gladwin             | Swindon Town            | Queens Park Rangers      | Không tiết lộ |
| 28 tháng 5 năm 2015    | Joshua King             | Blackburn Rovers        | Bournemouth              | Miễn phí      |
| 28 tháng 5 năm 2015    | Massimo Luongo          | Swindon Town            | Queens Park Rangers      | Không tiết lộ |
| 28 tháng 5 năm 2015    | Joe Walsh               | Crawley Town            | Milton Keynes Dons       | Không tiết lộ |
| 29 tháng 5 năm 2015    | Christian Atsu          | Chelsea                 | Bournemouth              | Cho mượn      |
| 29 tháng 5 năm 2015    | Kevin Wimmer            | Köln                    | Tottenham Hotspur        | £4.3m         |
| 30 tháng 5 năm 2015[a] | Darren Randolph         | Tự do                   | West Ham United          | Miễn phí      |
| 1 tháng 6 năm 2015     | Sebastian Prödl         | Tự do                   | Watford                  | Miễn phí      |
| 2 tháng 6 năm 2015     | Dedryck Boyata          | Manchester City         | Celtic                   | £1.5m         |
| 2 tháng 6 năm 2015     | Tim Erlandsson          | Halmstad                | Nottingham Forest        | Không tiết lộ |
| 2 tháng 6 năm 2015[a]  | Cameron McGeehan        | Norwich City            | Luton Town               | Không tiết lộ |
| 3 tháng 6 năm 2015[a]  | Christian Fuchs         | Tự do                   | Leicester City           | Miễn phí      |
| 4 tháng 6 năm 2015     | Giedrius Arlauskis      | Tự do                   | Watford                  | Miễn phí      |
| 4 tháng 6 năm 2015[a]  | James Milner            | Manchester City         | Liverpool                | Miễn phí      |
| 5 tháng 6 năm 2015[a]  | Tom Cleverley           | Tự do                   | Everton                  | Miễn phí      |
| 8 tháng 6 năm 2015     | Jermaine Beckford       | Bolton Wanderers        | Preston North End        | Miễn phí      |
| 8 tháng 6 năm 2015[a]  | Darren Bent             | Tự do                   | Derby County             | Miễn phí      |
| 8 tháng 6 năm 2015[a]  | Danny Ings              | Burnley                 | Liverpool                | Tribunal      |
| 8 tháng 6 năm 2015[a]  | Álvaro Negredo          | Manchester City         | Valencia                 | £22m          |
| 8 tháng 6 năm 2015[a]  | Alex Pearce             | Tự do                   | Derby County             | Miễn phí      |
| 9 tháng 6 năm 2015     | Charlie Horton          | Cardiff City            | Leeds United             | Miễn phí      |
| 10 tháng 6 năm 2015    | Pedro Obiang            | Sampdoria               | West Ham United          | Không tiết lộ |
| 10 tháng 6 năm 2015    | André Ayew              | Tự do                   | Swansea City             | Miễn phí      |
| 10 tháng 6 năm 2015    | Lee Erwin               | Motherwell              | Leeds United             | Không tiết lộ |
| 11 tháng 6 năm 2015[a] | Ryan Williams           | Tự do                   | Brentford                | Miễn phí      |
| 12 tháng 6 năm 2015    | Iago Aspas              | Liverpool               | Celta                    | £5m           |
| 12 tháng 6 năm 2015[a] | Ádám Bogdán             | Tự do                   | Liverpool                | Miễn phí      |
| 12 tháng 6 năm 2015    | Scott Carson            | Wigan Athletic          | Derby County             | Không tiết lộ |
| 12 tháng 6 năm 2015    | Memphis Depay           | PSV                     | Manchester United        | £31m          |
| 12 tháng 6 năm 2015[a] | Joe Mattock             | Tự do                   | Rotherham United         | Miễn phí      |
| 12 tháng 6 năm 2015[a] | Craig Morgan            | Tự do                   | Wigan Athletic           | Miễn phí      |
| 12 tháng 6 năm 2015[a] | Jay Emmanuel-Thomas     | Tự do                   | Queens Park Rangers      | Miễn phí      |
| 16 tháng 6 năm 2015    | Paul Gallagher          | Tự do                   | Preston North End        | Miễn phí      |
| 16 tháng 6 năm 2015    | Joselu                  | Hannover                | Stoke City               | £5.75m        |
| 16 tháng 6 năm 2015    | Juanmi                  | Málaga                  | Southampton              | £5m           |
| 16 tháng 6 năm 2015    | Jamie Mackie            | Tự do                   | Queens Park Rangers      | Miễn phí      |
| 17 tháng 6 năm 2015    | Christophe Lepoint      | Charlton Athletic       | Zulte Waregem            | Không tiết lộ |
| 17 tháng 6 năm 2015[a] | Micah Richards          | Tự do                   | Aston Villa              | Miễn phí      |
| 18 tháng 6 năm 2015[a] | Semi Ajayi              | Tự do                   | Cardiff City             | Miễn phí      |
| 18 tháng 6 năm 2015    | Cédric                  | Sporting Lisbon         | Southampton              | £4.7m         |
| 18 tháng 6 năm 2015    | Andreas Weimann         | Aston Villa             | Derby County             | Không tiết lộ |
| 19 tháng 6 năm 2015[a] | Chris Baird             | Tự do                   | Derby County             | Miễn phí      |
| 19 tháng 6 năm 2015    | Gaël Kakuta             | Chelsea                 | Sevilla                  | £5.2m         |
| 19 tháng 6 năm 2015[a] | Andy Lonergan           | Tự do                   | Fulham                   | Miễn phí      |
| 19 tháng 6 năm 2015[a] | Ben Pringle             | Tự do                   | Fulham                   | Miễn phí      |
| 19 tháng 6 năm 2015    | Franck Tabanou          | Saint-Étienne           | Swansea City             | Không tiết lộ |
| 19 tháng 6 năm 2015    | Kieran Trippier         | Burnley                 | Tottenham Hotspur        | £3.5m         |
| 20 tháng 6 năm 2015    | Joe Gomez               | Charlton Athletic       | Liverpool                | £3.5m         |
| 22 tháng 6 năm 2015    | Rob Kiernan             | Wigan Athletic          | Rangers                  | Không tiết lộ |
| 22 tháng 6 năm 2015    | Matthew Lowton          | Aston Villa             | Burnley                  | Không tiết lộ |
| 22 tháng 6 năm 2015    | James McClean           | Wigan Athletic          | West Bromwich Albion     | £1.5m         |
| 22 tháng 6 năm 2015[a] | Youssouf Mulumbu        | Tự do                   | Norwich City             | Miễn phí      |
| 22 tháng 6 năm 2015    | Maarten Stekelenburg    | Fulham                  | Southampton              | Cho mượn      |
| 22 tháng 6 năm 2015    | Yacouba Sylla           | Aston Villa             | Rennes                   | Không tiết lộ |
| 23 tháng 6 năm 2015    | Patrick Bauer           | Marítimo                | Charlton Athletic        | Không tiết lộ |
| 23 tháng 6 năm 2015[a] | Jake Cassidy            | Wolverhampton Wanderers | Oldham Athletic          | Miễn phí      |
| 23 tháng 6 năm 2015    | Mandela Egbo            | Crystal Palace          | Borussia Mönchengladbach | Không tiết lộ |
| 23 tháng 6 năm 2015    | Kristoffer Nordfeldt    | Heerenveen              | Swansea City             | Không tiết lộ |
| 23 tháng 6 năm 2015[a] | Liam Rosenior           | Tự do                   | Brighton & Hove Albion   | Miễn phí      |
| 23 tháng 6 năm 2015[a] | Dean Whitehead          | Tự do                   | Huddersfield Town        | Miễn phí      |
| 23 tháng 6 năm 2015[a] | Josh Yorwerth           | Tự do                   | Ipswich Town             | Miễn phí      |
| 24 tháng 6 năm 2015    | Sol Bamba               | Palermo                 | Leeds United             | Không tiết lộ |
| 24 tháng 6 năm 2015    | Roberto Firmino         | Hoffenheim              | Liverpool                | £29m          |
| 24 tháng 6 năm 2015    | Tomer Hemed             | Almería                 | Brighton & Hove Albion   | Không tiết lộ |
| 24 tháng 6 năm 2015    | Robert Huth             | Stoke City              | Leicester City           | £3m           |
| 25 tháng 6 năm 2015[a] | Mikkel Andersen         | Reading                 | Midtjylland              | Miễn phí      |
| 25 tháng 6 năm 2015    | Yoann Barbet            | Chamois Niortais        | Brentford                | Không tiết lộ |
| 25 tháng 6 năm 2015[a] | Lewis Buxton            | Tự do                   | Rotherham United         | Miễn phí      |
| 25 tháng 6 năm 2015    | Gerard Deulofeu         | Barcelona               | Everton                  | £4.3m         |
| 25 tháng 6 năm 2015    | Darryl Lachman          | Twente                  | Sheffield Wednesday      | Không tiết lộ |
| 26 tháng 6 năm 2015    | Lewis Baker             | Chelsea                 | Vitesse                  | Cho mượn      |
| 26 tháng 6 năm 2015    | Tom Cairney             | Blackburn Rovers        | Fulham                   | Không tiết lộ |
| 26 tháng 6 năm 2015    | Jason Davidson          | Tự do                   | Huddersfield Town        | Miễn phí      |
| 26 tháng 6 năm 2015    | Ryan Fraser             | Bournemouth             | Ipswich Town             | Cho mượn      |
| 26 tháng 6 năm 2015    | Jacques Maghoma         | Tự do                   | Birmingham City          | Miễn phí      |
| 26 tháng 6 năm 2015    | Tyrone Mings            | Ipswich Town            | Bournemouth              | Không tiết lộ |
| 26 tháng 6 năm 2015    | Shinji Okazaki          | Mainz                   | Leicester City           | £7m           |
| 26 tháng 6 năm 2015    | Dimitri Payet           | Marseille               | West Ham United          | Không tiết lộ |
| 26 tháng 6 năm 2015    | Brett Pitman            | Bournemouth             | Ipswich Town             | Không tiết lộ |
| 26 tháng 6 năm 2015    | Danny Ward              | Liverpool               | Aberdeen                 | Cho mượn      |
| 27 tháng 6 năm 2015    | Adam Legzdins           | Tự do                   | Birmingham City          | Miễn phí      |
| 29 tháng 6 năm 2015    | Kári Árnason            | Rotherham United        | Malmö                    | Không tiết lộ |
| 29 tháng 6 năm 2015    | El-Hadji Ba             | Sunderland              | Charlton Athletic        | Không tiết lộ |
| 29 tháng 6 năm 2015    | Petr Čech               | Chelsea                 | Arsenal                  | £10m          |
| 29 tháng 6 năm 2015    | Paulinho                | Tottenham Hotspur       | Guangzhou Evergrande     | £9.9m         |
| 29 tháng 6 năm 2015    | Orlando Sá              | Legia Warsaw            | Reading                  | Không tiết lộ |
| 30 tháng 6 năm 2015    | George Baldock          | Milton Keynes Dons      | Oxford United            | Cho mượn      |
| 30 tháng 6 năm 2015    | Simon Church            | Tự do                   | Milton Keynes Dons       | Miễn phí      |
| 30 tháng 6 năm 2015    | Cody Cropper            | Tự do                   | Milton Keynes Dons       | Miễn phí      |
| 30 tháng 6 năm 2015[a] | Donervon Daniels        | West Bromwich Albion    | Wigan Athletic           | Không tiết lộ |
| 30 tháng 6 năm 2015    | Dale Jennings           | Tự do                   | Milton Keynes Dons       | Miễn phí      |
| 30 tháng 6 năm 2015[a] | Juanfran                | Betis                   | Watford                  | £1.5m         |
| 30 tháng 6 năm 2015[a] | Karim Rekik             | Manchester City         | Marseille                | £3.9m         |
| 30 tháng 6 năm 2015    | Vincent Sasso           | Braga                   | Sheffield Wednesday      | Cho mượn      |
| 30 tháng 6 năm 2015    | Lars Veldwijk           | Nottingham Forest       | Zwolle                   | Cho mượn      |
| 30 tháng 6 năm 2015    | Stephen Quinn           | Tự do                   | Reading                  | Miễn phí      |
| 1 tháng 7 năm 2015     | Ben Amos                | Manchester United       | Bolton Wanderers         | Miễn phí      |
| 1 tháng 7 năm 2015     | Stephen Arthurworrey    | Fulham                  | Yeovil Town              | Cho mượn      |
| 1 tháng 7 năm 2015     | Nathaniel Clyne         | Southampton             | Liverpool                | £12.5m        |
| 1 tháng 7 năm 2015     | Sebastian Coates        | Liverpool               | Sunderland               | Không tiết lộ |
| 1 tháng 7 năm 2015     | Sylvain Distin          | Tự do                   | Bournemouth              | Miễn phí      |
| 1 tháng 7 năm 2015     | Éder                    | Braga                   | Swansea City             | Không tiết lộ |
| 1 tháng 7 năm 2015     | Thorgan Hazard          | Chelsea                 | Borussia Mönchengladbach | £5.9m         |
| 1 tháng 7 năm 2015     | Lewis Holtby            | Tottenham Hotspur       | Hamburg                  | £4.6m         |
| 1 tháng 7 năm 2015     | Saidy Janko             | Manchester United       | Celtic                   | Miễn phí      |
| 1 tháng 7 năm 2015     | Konstantin Kerschbaumer | Admira                  | Brentford                | Không tiết lộ |
| 1 tháng 7 năm 2015     | Tomasz Kuszczak         | Wolverhampton Wanderers | Birmingham City          | Miễn phí      |
| 1 tháng 7 năm 2015     | Gary Madine             | Tự do                   | Bolton Wanderers         | Miễn phí      |
| 1 tháng 7 năm 2015     | Simon Makienok          | Palermo                 | Charlton Athletic        | Cho mượn      |
| 1 tháng 7 năm 2015     | Matt Mills              | Tự do                   | Nottingham Forest        | Miễn phí      |
| 1 tháng 7 năm 2015     | Alex Palmer             | West Bromwich Albion    | Kidderminster Harriers   | Cho mượn      |
| 1 tháng 7 năm 2015     | Matěj Vydra             | Udinese                 | Watford                  | Không tiết lộ |
| 1 tháng 7 năm 2015     | Chris Wood              | Leicester City          | Leeds United             | £3m           |
| 2 tháng 7 năm 2015     | Andreas Bjelland        | Twente                  | Brentford                | £2.1m         |
| 2 tháng 7 năm 2015     | Gaëtan Bong             | Tự do                   | Brighton & Hove Albion   | Miễn phí      |
| 2 tháng 7 năm 2015     | Max Ehmer               | Queens Park Rangers     | Gillingham               | Miễn phí      |
| 2 tháng 7 năm 2015     | José Holebas            | Roma                    | Watford                  | £1.8m         |
| 2 tháng 7 năm 2015     | Emmanuel Ledesma        | Tự do                   | Rotherham United         | Miễn phí      |
| 2 tháng 7 năm 2015     | Ainsley Maitland-Niles  | Arsenal                 | Ipswich Town             | Cho mượn      |
| 2 tháng 7 năm 2015     | Paul McShane            | Tự do                   | Reading                  | Miễn phí      |
| 2 tháng 7 năm 2015     | Karleigh Osborne        | Bristol City            | AFC Wimbledon            | Cho mượn      |
| 2 tháng 7 năm 2015     | Sebastian Polter        | Mainz                   | Queens Park Rangers      | Không tiết lộ |
| 2 tháng 7 năm 2015     | Jazz Richards           | Swansea City            | Fulham                   | Không tiết lộ |
| 2 tháng 7 năm 2015     | Jamie Ward              | Tự do                   | Nottingham Forest        | Miễn phí      |
| 3 tháng 7 năm 2015     | Conor Coady             | Huddersfield Town       | Wolverhampton Wanderers  | £2m           |
| 3 tháng 7 năm 2015     | Danny Collins           | Tự do                   | Rotherham United         | Miễn phí      |
| 3 tháng 7 năm 2015     | Mark Duffy              | Birmingham City         | Burton Albion            | Cho mượn      |
| 3 tháng 7 năm 2015     | Radamel Falcao          | Monaco                  | Chelsea                  | Cho mượn      |
| 3 tháng 7 năm 2015     | David Henen             | Olympiacos              | Everton                  | £200,000      |
| 3 tháng 7 năm 2015     | Jack Hunt               | Crystal Palace          | Sheffield Wednesday      | Cho mượn      |
| 3 tháng 7 năm 2015     | Tom Ince                | Hull City               | Derby County             | £4.75m        |
| 3 tháng 7 năm 2015     | Mario Pašalić           | Chelsea                 | Monaco                   | Cho mượn      |
| 3 tháng 7 năm 2015     | Adam Matthews           | Celtic                  | Sunderland               | £2m           |
| 3 tháng 7 năm 2015     | Tom Thorpe              | Tự do                   | Rotherham United         | Miễn phí      |
| 4 tháng 7 năm 2015     | Jonathan Bond           | Watford                 | Reading                  | Không tiết lộ |
| 4 tháng 7 năm 2015     | Lukas Podolski          | Arsenal                 | Galatasaray              | £1.8m         |
| 6 tháng 7 năm 2015     | Alex Baptiste           | Bolton Wanderers        | Middlesbrough            | Không tiết lộ |
| 6 tháng 7 năm 2015     | Étienne Capoue          | Tottenham Hotspur       | Watford                  | £6.3m         |
| 6 tháng 7 năm 2015     | Greg Halford            | Tự do                   | Rotherham United         | Miễn phí      |
| 6 tháng 7 năm 2015     | Ángelo Henríquez        | Manchester United       | Dinamo Zagreb            | Không tiết lộ |
| 6 tháng 7 năm 2015     | Adam King               | Swansea City            | Crewe Alexandra          | Cho mượn      |
| 6 tháng 7 năm 2015     | Niki Mäenpää            | Tự do                   | Brighton & Hove Albion   | Miễn phí      |
| 6 tháng 7 năm 2015     | Remi Matthews           | Norwich City            | Burton Albion            | Cho mượn      |
| 6 tháng 7 năm 2015     | Nani                    | Manchester United       | Fenerbahçe               | £4.25m        |
| 6 tháng 7 năm 2015     | Sanmi Odelusi           | Bolton Wanderers        | Wigan Athletic           | Không tiết lộ |
| 6 tháng 7 năm 2015     | Derik Osede             | Tự do                   | Bolton Wanderers         | Miễn phí      |
| 6 tháng 7 năm 2015     | Enes Ünal               | Bursaspor               | Manchester City          | Không tiết lộ |
| 7 tháng 7 năm 2015     | Sammy Ameobi            | Newcastle United        | Cardiff City             | Cho mượn      |
| 7 tháng 7 năm 2015     | Jamie O'Hara            | Tự do                   | Fulham                   | Miễn phí      |
| 7 tháng 7 năm 2015     | Cuco Martina            | Twente                  | Southampton              | Không tiết lộ |
| 7 tháng 7 năm 2015     | George McLennan         | Reading                 | Cheltenham Town          | Miễn phí      |
| 7 tháng 7 năm 2015     | Bryan Ruiz              | Fulham                  | Sporting Lisbon          | £1.5m         |
| 7 tháng 7 năm 2015     | Jayden Stockley         | Bournemouth             | Portsmouth               | Cho mượn      |
| 7 tháng 7 năm 2015     | Jelle Vossen            | Genk                    | Burnley                  | £2.5m         |
| 8 tháng 7 năm 2015     | Toby Alderweireld       | Atlético Madrid         | Tottenham Hotspur        | £11.5m        |
| 8 tháng 7 năm 2015     | Jem Karacan             | Reading                 | Galatasaray              | Miễn phí      |
| 8 tháng 7 năm 2015     | Will Keane              | Manchester United       | Preston North End        | Cho mượn      |
| 9 tháng 7 năm 2015     | Mark Bunn               | Tự do                   | Aston Villa              | Miễn phí      |
| 9 tháng 7 năm 2015     | Kenji Gorré             | Swansea City            | ADO Den Haag             | Cho mượn      |
| 9 tháng 7 năm 2015     | Marco Matias            | Nacional                | Sheffield Wednesday      | Không tiết lộ |
| 9 tháng 7 năm 2015     | Liam McAlinden          | Wolverhampton Wanderers | Shrewsbury Town          | Cho mượn      |
| 9 tháng 7 năm 2015     | Steven Nzonzi           | Stoke City              | Sevilla                  | £7m           |
| 10 tháng 7 năm 2015    | Yohan Cabaye            | Paris Saint-Germain     | Crystal Palace           | £10m          |
| 10 tháng 7 năm 2015    | Tyler Blackwood         | Tự do                   | Queens Park Rangers      | Miễn phí      |
| 10 tháng 7 năm 2015    | Isaiah Brown            | Chelsea                 | Vitesse                  | Cho mượn      |
| 10 tháng 7 năm 2015    | Andreas Christensen     | Chelsea                 | Borussia Mönchengladbach | Cho mượn      |
| 10 tháng 7 năm 2015    | Kyle Dempsey            | Carlisle United         | Huddersfield Town        | Không tiết lộ |
| 10 tháng 7 năm 2015    | David Faupala           | Lens                    | Manchester City          | Miễn phí      |
| 10 tháng 7 năm 2015    | Shay Given              | Aston Villa             | Stoke City               | Miễn phí      |
| 10 tháng 7 năm 2015    | Idrissa Gueye           | Lille                   | Aston Villa              | Không tiết lộ |
| 10 tháng 7 năm 2015    | Michael Harriman        | Queens Park Rangers     | Wycombe Wanderers        | Cho mượn      |
| 10 tháng 7 năm 2015    | Lloyd Jones             | Liverpool               | Blackpool                | Cho mượn      |
| 10 tháng 7 năm 2015    | Álex López              | Celta Vigo              | Sheffield Wednesday      | Cho mượn      |
| 10 tháng 7 năm 2015    | Josh McEachran          | Chelsea                 | Brentford                | £750,000      |
| 10 tháng 7 năm 2015    | Nathan                  | Chelsea                 | Vitesse                  | Cho mượn      |
| 10 tháng 7 năm 2015    | Angelo Ogbonna          | Juventus                | West Ham United          | £10m          |
| 10 tháng 7 năm 2015    | Lewis Price             | Tự do                   | Sheffield Wednesday      | Miễn phí      |
| 10 tháng 7 năm 2015    | Marco van Ginkel        | Chelsea                 | Stoke City               | Cho mượn      |
| 10 tháng 7 năm 2015    | Ross Wallace            | Tự do                   | Sheffield Wednesday      | Miễn phí      |
| 10 tháng 7 năm 2015    | Conor Wilkinson         | Bolton Wanderers        | Barnsley                 | Cho mượn      |
| 10 tháng 7 năm 2015    | Jordan Williams         | Liverpool               | Swindon Town             | Cho mượn      |
| 11 tháng 7 năm 2015    | Valon Behrami           | Hamburg                 | Watford                  | Không tiết lộ |
| 11 tháng 7 năm 2015    | Matteo Darmian          | Torino                  | Manchester United        | £12.7m        |
| 11 tháng 7 năm 2015    | Kevin Stewart           | Liverpool               | Swindon Town             | Cho mượn      |
| 11 tháng 7 năm 2015    | Georginio Wijnaldum     | PSV                     | Newcastle United         | £14.5m        |
| 12 tháng 7 năm 2015    | Glen Johnson            | Tự do                   | Stoke City               | Miễn phí      |
| 13 tháng 7 năm 2015    | Asmir Begović           | Stoke City              | Chelsea                  | £8m           |
| 13 tháng 7 năm 2015    | Filippo Costa           | Chievo                  | Bournemouth              | Cho mượn      |
| 13 tháng 7 năm 2015    | Peter Denton            | Rotherham United        | Hartlepool United        | Miễn phí      |
| 13 tháng 7 năm 2015    | Uche Ikpeazu            | Watford                 | Port Vale                | Cho mượn      |
| 13 tháng 7 năm 2015    | Oliver McBurnie         | Bradford City           | Swansea City             | Không tiết lộ |
| 13 tháng 7 năm 2015    | Danilo Pantić           | Partizan                | Chelsea                  | £1.25m        |
| 13 tháng 7 năm 2015    | Danilo Pantić           | Chelsea                 | Vitesse                  | Cho mượn      |
| 13 tháng 7 năm 2015    | Morgan Schneiderlin     | Southampton             | Manchester United        | £25m          |
| 13 tháng 7 năm 2015    | Bastian Schweinsteiger  | Bayern Munich           | Manchester United        | £14.4m        |
| 13 tháng 7 năm 2015    | Grant Ward              | Tottenham Hotspur       | Rotherham United         | Cho mượn      |
| 14 tháng 7 năm 2015    | Tom Adeyemi             | Cardiff City            | Leeds United             | Cho mượn      |
| 14 tháng 7 năm 2015    | Victorien Angban        | Chelsea                 | Sint-Truiden             | Cho mượn      |
| 14 tháng 7 năm 2015    | Ali Al-Habsi            | Tự do                   | Reading                  | Miễn phí      |
| 14 tháng 7 năm 2015    | Will Grigg              | Brentford               | Wigan Athletic           | £1m           |
| 14 tháng 7 năm 2015    | Carl Jenkinson          | Arsenal                 | West Ham United          | Cho mượn      |
| 14 tháng 7 năm 2015    | Allan Nyom              | Udinese                 | Watford                  | Không tiết lộ |
| 14 tháng 7 năm 2015    | Robin van Persie        | Manchester United       | Fenerbahçe               | £4.2m         |
| 14 tháng 7 năm 2015    | Raheem Sterling         | Liverpool               | Manchester City          | £44m          |
| 15 tháng 7 năm 2015    | Jordy Clasie            | Feyenoord               | Southampton              | £8m           |
| 15 tháng 7 năm 2015    | Moha El Ouriachi        | Barcelona B             | Stoke City               | Miễn phí      |
| 15 tháng 7 năm 2015    | Jeremain Lens           | Dynamo Kyiv             | Sunderland               | £8m           |
| 15 tháng 7 năm 2015    | Carlton Morris          | Norwich City            | Hamilton                 | Cho mượn      |
| 15 tháng 7 năm 2015    | Farrend Rawson          | Derby County            | Rotherham United         | Cho mượn      |
| 15 tháng 7 năm 2015    | Kelle Roos              | Derby County            | Rotherham United         | Cho mượn      |
| 15 tháng 7 năm 2015    | Christian Stuani        | Espanyol                | Middlesbrough            | £2.8m         |
| 15 tháng 7 năm 2015    | Ross Turnbull           | Barnsley                | Leeds United             | Miễn phí      |
| 16 tháng 7 năm 2015    | Stewart Downing         | West Ham United         | Middlesbrough            | £5.5m         |
| 16 tháng 7 năm 2015    | Juanfran                | Watford                 | Deportivo la Coruña      | Cho mượn      |
| 16 tháng 7 năm 2015    | Younès Kaboul           | Tottenham Hotspur       | Sunderland               | £3m           |
| 16 tháng 7 năm 2015    | Lewis McGugan           | Watford                 | Sheffield Wednesday      | Không tiết lộ |
| 16 tháng 7 năm 2015    | Santiago Vergini        | Sunderland              | Getafe                   | Cho mượn      |
| 17 tháng 7 năm 2015    | Cristian Benavente      | Real Madrid B           | Milton Keynes Dons       | Miễn phí      |
| 17 tháng 7 năm 2015    | Fabian Delph            | Aston Villa             | Manchester City          | £8m           |
| 17 tháng 7 năm 2015    | Jordy Hiwula            | Manchester City         | Huddersfield Town        | Không tiết lộ |
| 17 tháng 7 năm 2015    | Tomáš Kalas             | Chelsea                 | Middlesbrough            | Cho mượn      |
| 17 tháng 7 năm 2015    | Yaya Sanogo             | Arsenal                 | Ajax                     | Cho mượn      |
| 18 tháng 7 năm 2015    | Jordan Amavi            | Nice                    | Aston Villa              | Không tiết lộ |
| 18 tháng 7 năm 2015    | Ben Pearson             | Manchester United       | Barnsley                 | Cho mượn      |
| 18 tháng 7 năm 2015    | Joe Rothwell            | Manchester United       | Barnsley                 | Cho mượn      |
| 19 tháng 7 năm 2015    | Patrick Roberts         | Fulham                  | Manchester City          | £12m          |
| 20 tháng 7 năm 2015    | Tjaronn Chery           | Groningen               | Queens Park Rangers      | Không tiết lộ |
| 20 tháng 7 năm 2015    | Jordan Houghton         | Chelsea                 | Gillingham               | Cho mượn      |
| 20 tháng 7 năm 2015    | Jonathan Kodjia         | Angers                  | Bristol City             | £2.1m         |
| 21 tháng 7 năm 2015    | Raúl Albentosa          | Derby County            | Málaga                   | Cho mượn      |
| 21 tháng 7 năm 2015    | Patrick Bamford         | Chelsea                 | Crystal Palace           | Cho mượn      |
| 21 tháng 7 năm 2015    | Jordan Blaise           | Marseille               | Cardiff City             | Miễn phí      |
| 21 tháng 7 năm 2015    | Reece James             | Manchester United       | Wigan Athletic           | Không tiết lộ |
| 21 tháng 7 năm 2015    | Francisco Júnior        | Everton                 | Wigan Athletic           | Cho mượn      |
| 21 tháng 7 năm 2015    | Ahmed Kashi             | Metz                    | Charlton Athletic        | Không tiết lộ |
| 21 tháng 7 năm 2015    | Jonjoe Kenny            | Everton                 | Wigan Athletic           | Cho mượn      |
| 21 tháng 7 năm 2015    | Bengali-Fodé Koita      | Tự do                   | Blackburn Rovers         | Miễn phí      |
| 21 tháng 7 năm 2015    | Aleksandar Mitrović     | Anderlecht              | Newcastle United         | £13m          |
| 21 tháng 7 năm 2015    | Kenneth Omeruo          | Chelsea                 | Kasımpaşa                | Cho mượn      |
| 21 tháng 7 năm 2015    | Sacha Petshi            | Tự do                   | Blackburn Rovers         | Miễn phí      |
| 21 tháng 7 năm 2015    | Benjamin Stambouli      | Tottenham Hotspur       | Paris Saint-Germain      | £6m           |
| 21 tháng 7 năm 2015    | Christian Walton        | Brighton & Hove Albion  | Bury                     | Cho mượn      |
| 22 tháng 7 năm 2015    | Christian Benteke       | Aston Villa             | Liverpool                | £32.5m        |
| 22 tháng 7 năm 2015    | Miguel Britos           | Napoli                  | Watford                  | Miễn phí      |
| 22 tháng 7 năm 2015    | Martin Cranie           | Tự do                   | Huddersfield Town        | Miễn phí      |
| 22 tháng 7 năm 2015    | Vahid Hambo             | Inter Turku             | Brighton & Hove Albion   | Không tiết lộ |
| 22 tháng 7 năm 2015    | José Jurado             | Spartak Moscow          | Watford                  | Không tiết lộ |
| 22 tháng 7 năm 2015    | Manuel Lanzini          | Al Jazira               | West Ham United          | Cho mượn      |
| 22 tháng 7 năm 2015    | Rowan Liburd            | Billericay Town         | Reading                  | Miễn phí      |
| 22 tháng 7 năm 2015    | Lyle Della-Verde        | Fulham                  | Fleetwood Town           | Miễn phí      |
| 22 tháng 7 năm 2015    | Wallace                 | Chelsea                 | Carpi                    | Cho mượn      |
| 23 tháng 7 năm 2015    | Zakarya Bergdich        | Real Valladolid         | Charlton Athletic        | Không tiết lộ |
| 23 tháng 7 năm 2015    | Hiram Boateng           | Crystal Palace          | Plymouth Argyle          | Cho mượn      |
| 23 tháng 7 năm 2015    | Cristian Ceballos       | Tự do                   | Charlton Athletic        | Miễn phí      |
| 23 tháng 7 năm 2015    | Jack Harper             | Real Madrid             | Brighton & Hove Albion   | Không tiết lộ |
| 23 tháng 7 năm 2015    | Philipp Hofmann         | Kaiserslautern          | Brentford                | Không tiết lộ |
| 23 tháng 7 năm 2015    | Alex McCarthy           | Queens Park Rangers     | Crystal Palace           | Không tiết lộ |
| 23 tháng 7 năm 2015    | Jason Shackell          | Burnley                 | Derby County             | Không tiết lộ |
| 24 tháng 7 năm 2015    | Chris Maguire           | Tự do                   | Rotherham United         | Miễn phí      |
| 24 tháng 7 năm 2015    | Adedeji Oshilaja        | Cardiff City            | Gillingham               | Cho mượn      |
| 24 tháng 7 năm 2015    | Jordan Thorniley        | Everton                 | Stockport County         | Cho mượn      |
| 24 tháng 7 năm 2015    | Lasse Vibe              | Göteborg                | Brentford                | Không tiết lộ |
| 25 tháng 7 năm 2015    | Luke Garbutt            | Everton                 | Fulham                   | Cho mượn      |
| 25 tháng 7 năm 2015    | Ben Hamer               | Leicester City          | Nottingham Forest        | Cho mượn      |
| 25 tháng 7 năm 2015    | Conor Sammon            | Derby County            | Sheffield United         | Cho mượn      |
| 25 tháng 7 năm 2015    | Billy Sharp             | Leeds United            | Sheffield United         | Không tiết lộ |
| 26 tháng 7 năm 2015    | Chancel Mbemba          | Anderlecht              | Newcastle United         | Không tiết lộ |
| 26 tháng 7 năm 2015    | Ryan Williams           | Fulham                  | Barnsley                 | Không tiết lộ |
| 27 tháng 7 năm 2015    | Ibrahim Afellay         | Tự do                   | Stoke City               | Miễn phí      |
| 27 tháng 7 năm 2015    | Jordan Ayew             | Lorient                 | Aston Villa              | Không tiết lộ |
| 27 tháng 7 năm 2015    | Steven Berghuis         | AZ                      | Watford                  | £4.6m         |
| 27 tháng 7 năm 2015    | Alex Cisak              | Burnley                 | Leyton Orient            | Không tiết lộ |
| 27 tháng 7 năm 2015    | Sam Clucas              | Chesterfield            | Hull City                | £1.3m         |
| 27 tháng 7 năm 2015    | Greg Cunningham         | Bristol City            | Preston North End        | Không tiết lộ |
| 27 tháng 7 năm 2015    | Marko Dmitrović         | Charlton Athletic       | Alcorcón                 | Cho mượn      |
| 27 tháng 7 năm 2015    | Diego Fabbrini          | Watford                 | Middlesbrough            | Cho mượn      |
| 27 tháng 7 năm 2015    | Ryan Inniss             | Crystal Palace          | Port Vale                | Cho mượn      |
| 27 tháng 7 năm 2015    | Michael Jacobs          | Wolverhampton Wanderers | Wigan Athletic           | Không tiết lộ |
| 27 tháng 7 năm 2015    | Maikel Kieftenbeld      | Groningen               | Birmingham City          | Không tiết lộ |
| 27 tháng 7 năm 2015    | Sergio Romero           | Sampdoria               | Manchester United        | Miễn phí      |
| 27 tháng 7 năm 2015    | Ryan Taylor             | Tự do                   | Hull City                | Miễn phí      |
| 28 tháng 7 năm 2015    | Adam Armstrong          | Newcastle United        | Coventry City            | Cho mượn      |
| 28 tháng 7 năm 2015    | José Ángel Crespo       | Córdoba                 | Aston Villa              | Không tiết lộ |
| 28 tháng 7 năm 2015    | Robert Hall             | Bolton Wanderers        | Milton Keynes Dons       | Cho mượn      |
| 28 tháng 7 năm 2015    | Chris Long              | Everton                 | Burnley                  | Không tiết lộ |
| 28 tháng 7 năm 2015    | Filipe Luís             | Chelsea                 | Atlético Madrid          | £11.1m        |
| 28 tháng 7 năm 2015    | Naby Sarr               | Sporting CP             | Charlton Athletic        | Không tiết lộ |
| 29 tháng 7 năm 2015    | Dan Agyei               | Wimbledon               | Burnley                  | Không tiết lộ |
| 29 tháng 7 năm 2015    | Robbie Brady            | Hull City               | Norwich City             | £7m           |
| 29 tháng 7 năm 2015    | Steven Caulker          | Queens Park Rangers     | Southampton              | Cho mượn      |
| 29 tháng 7 năm 2015    | James Chester           | Hull City               | West Bromwich Albion     | £8m           |
| 29 tháng 7 năm 2015    | Seko Fofana             | Manchester City         | Bastia                   | Cho mượn      |
| 29 tháng 7 năm 2015    | Sam Gallagher           | Southampton             | Milton Keynes Dons       | Cho mượn      |
| 29 tháng 7 năm 2015    | Zeli Ismail             | Wolverhampton Wanderers | Burton Albion            | Cho mượn      |
| 29 tháng 7 năm 2015    | Piotr Parzyszek         | Charlton Athletic       | Randers                  | Cho mượn      |
| 29 tháng 7 năm 2015    | Wojciech Szczęsny       | Arsenal                 | Roma                     | Cho mượn      |
| 29 tháng 7 năm 2015    | Kwame Thomas            | Derby County            | Blackpool                | Cho mượn      |
| 29 tháng 7 năm 2015    | Andre Wisdom            | Liverpool               | Norwich City             | Cho mượn      |
| 29 tháng 7 năm 2015    | Freddie Woodman         | Newcastle United        | Crawley Town             | Cho mượn      |
| 30 tháng 7 năm 2015    | Jerome Binnom-Williams  | Crystal Palace          | Burton Albion            | Cho mượn      |
| 30 tháng 7 năm 2015    | Vlad Chiricheș          | Tottenham Hotspur       | Napoli                   | £4.5m         |
| 30 tháng 7 năm 2015    | Tendayi Darikwa         | Chesterfield            | Burnley                  | £600,000      |
| 30 tháng 7 năm 2015    | Daniel Pinillos         | Tự do                   | Nottingham Forest        | Miễn phí      |
| 30 tháng 7 năm 2015    | Jon Toral               | Arsenal                 | Birmingham City          | Cho mượn      |
| 30 tháng 7 năm 2015    | Matthew Upson           | Tự do                   | Milton Keynes Dons       | Miễn phí      |
| 31 tháng 7 năm 2015    | Sergio Aguza            | Real Madrid B           | Milton Keynes Dons       | Không tiết lộ |
| 31 tháng 7 năm 2015    | Thomas Agyepong         | Manchester City         | Twente                   | Cho mượn      |
| 31 tháng 7 năm 2015    | Daniel Crowley          | Arsenal                 | Barnsley                 | Cho mượn      |
| 31 tháng 7 năm 2015    | Liam Donnelly           | Fulham                  | Crawley Town             | Cho mượn      |
| 31 tháng 7 năm 2015    | Rudy Gestede            | Blackburn Rovers        | Aston Villa              | Không tiết lộ |
| 31 tháng 7 năm 2015    | Isaac Hayden            | Arsenal                 | Hull City                | Cho mượn      |
| 31 tháng 7 năm 2015    | Lucas João              | Nacional                | Sheffield Wednesday      | Không tiết lộ |
| 31 tháng 7 năm 2015    | Stevan Jovetić          | Manchester City         | Inter Milan              | Cho mượn      |
| 31 tháng 7 năm 2015    | Jonas Knudsen           | Esbjerg                 | Ipswich Town             | Không tiết lộ |
| 31 tháng 7 năm 2015    | Rickie Lambert          | Liverpool               | West Bromwich Albion     | £3m           |
| 31 tháng 7 năm 2015    | Olivier Ntcham          | Manchester City         | Genoa                    | Cho mượn      |
| 31 tháng 7 năm 2015    | James Perch             | Wigan Athletic          | Queens Park Rangers      | Không tiết lộ |
| 31 tháng 7 năm 2015    | Jordan Pickford         | Sunderland              | Preston North End        | Cho mượn      |
| 31 tháng 7 năm 2015    | Jack Stephens           | Southampton             | Middlesbrough            | Cho mượn      |
| 31 tháng 7 năm 2015    | Enes Ünal               | Manchester City         | Genk                     | Cho mượn      |
| 31 tháng 7 năm 2015    | Jordan Veretout         | Nantes                  | Aston Villa              | Không tiết lộ |
| 1 tháng 8 năm 2015     | Jake Kean               | Tự do                   | Norwich City             | Miễn phí      |
| 1 tháng 8 năm 2015     | Craig Mackail-Smith     | Brighton & Hove Albion  | Luton Town               | Miễn phí      |
| 3 tháng 8 năm 2015     | Yohan Benalouane        | Atalanta                | Leicester City           | Không tiết lộ |
| 3 tháng 8 năm 2015     | Jonny Burn              | Middlesbrough           | Oldham Athletic          | Cho mượn      |
| 3 tháng 8 năm 2015     | Matthew Clarke          | Ipswich Town            | Portsmouth               | Cho mượn      |
| 3 tháng 8 năm 2015     | Ulises Dávila           | Chelsea                 | Vitória                  | Cho mượn      |
| 3 tháng 8 năm 2015     | N'Golo Kanté            | Caen                    | Leicester City           | £5.6m         |
| 3 tháng 8 năm 2015     | Larsen Touré            | Tự do                   | Ipswich Town             | Miễn phí      |
| 3 tháng 8 năm 2015     | Jordan Turnbull         | Southampton             | Swindon Town             | Cho mượn      |
| 3 tháng 8 năm 2015     | Connor Wickham          | Sunderland              | Crystal Palace           | £7m           |
| 3 tháng 8 năm 2015     | Bobby Zamora            | Tự do                   | Brighton & Hove Albion   | Miễn phí      |
| 3 tháng 8 năm 2015     | Rafael                  | Manchester United       | Lyon                     | Không tiết lộ |
| 4 tháng 8 năm 2015     | Chuba Akpom             | Arsenal                 | Hull City                | Cho mượn      |
| 4 tháng 8 năm 2015     | Stuart Dallas           | Brentford               | Leeds United             | Không tiết lộ |
| 4 tháng 8 năm 2015     | Jonathan Douglas        | Brentford               | Ipswich Town             | Miễn phí      |
| 4 tháng 8 năm 2015     | Max Gradel              | Saint-Étienne           | Bournemouth              | Không tiết lộ |
| 4 tháng 8 năm 2015     | Paul Konchesky          | Leicester City          | Queens Park Rangers      | Cho mượn      |
| 4 tháng 8 năm 2015     | Adam le Fondre          | Cardiff City            | Wolverhampton Wanderers  | Cho mượn      |
| 4 tháng 8 năm 2015     | Sakari Mattila          | Aalesunds               | Fulham                   | Không tiết lộ |
| 4 tháng 8 năm 2015     | Jeffrey Monakana        | Brighton & Hove Albion  | Bristol Rovers           | Cho mượn      |
| 4 tháng 8 năm 2015     | Steve Morison           | Leeds United            | Millwall                 | Không tiết lộ |
| 4 tháng 8 năm 2015     | Sheyi Ojo               | Liverpool               | Wolverhampton Wanderers  | Cho mượn      |
| 4 tháng 8 năm 2015     | Dominic Solanke         | Chelsea                 | Vitesse                  | Cho mượn      |
| 4 tháng 8 năm 2015     | Lee Tomlin              | Middlesbrough           | Bournemouth              | £3.5m         |
| 4 tháng 8 năm 2015     | Nick Townsend           | Birmingham City         | Barnsley                 | Cho mượn      |
| 4 tháng 8 năm 2015     | Joao Rodríguez          | Chelsea                 | Sint-Truiden             | Cho mượn      |
| 4 tháng 8 năm 2015     | Lawrence Vigouroux      | Liverpool               | Swindon Town             | Cho mượn      |
| 5 tháng 8 năm 2015     | Aly Cissokho            | Aston Villa             | Porto                    | Cho mượn      |
| 5 tháng 8 năm 2015     | Stephen Dobbie          | Tự do                   | Bolton Wanderers         | Miễn phí      |
| 5 tháng 8 năm 2015     | Danny Guthrie           | Tự do                   | Blackburn Rovers         | Miễn phí      |
| 5 tháng 8 năm 2015     | Sean Murray             | Watford                 | Wigan Athletic           | Cho mượn      |
| 5 tháng 8 năm 2015     | Joe Newell              | Peterborough United     | Rotherham United         | Không tiết lộ |
| 5 tháng 8 năm 2015     | Jack Ryan               | Preston North End       | Morecambe                | Cho mượn      |
| 5 tháng 8 năm 2015     | Bakary Sako             | Tự do                   | Crystal Palace           | Miễn phí      |
| 5 tháng 8 năm 2015     | Modou Sougou            | Olympique Marseille     | Sheffield Wednesday      | Miễn phí      |
| 5 tháng 8 năm 2015     | Craig Tanner            | Reading                 | Plymouth Argyle          | Cho mượn      |
| 5 tháng 8 năm 2015     | Andrew Taylor           | Wigan Athletic          | Reading                  | Cho mượn      |
| 5 tháng 8 năm 2015     | Rhoys Wiggins           | Charlton Athletic       | Sheffield Wednesday      | Không tiết lộ |
| 5 tháng 8 năm 2015     | Lawrie Wilson           | Tự do                   | Bolton Wanderers         | Miễn phí      |
| 6 tháng 8 năm 2015     | Jak Alnwick             | Newcastle United        | Port Vale                | Cho mượn      |
| 6 tháng 8 năm 2015     | Nathan Delfouneso       | Tự do                   | Blackburn Rovers         | Miễn phí      |
| 6 tháng 8 năm 2015     | Ángel Di María          | Manchester United       | Paris Saint-Germain      | £44.3m        |
| 6 tháng 8 năm 2015     | Ryan Fredericks         | Tottenham Hotspur       | Bristol City             | Không tiết lộ |
| 6 tháng 8 năm 2015     | Oscar Gobern            | Tự do                   | Queens Park Rangers      | Miễn phí      |
| 6 tháng 8 năm 2015     | Prince-Désir Gouano     | Atalanta                | Bolton Wanderers         | Cho mượn      |
| 6 tháng 8 năm 2015     | Niko Hämäläinen         | Queens Park Rangers     | Dagenham & Redbridge     | Cho mượn      |
| 6 tháng 8 năm 2015     | Luke Hendrie            | Tự do                   | Burnley                  | Miễn phí      |
| 6 tháng 8 năm 2015     | Todd Kane               | Chelsea                 | NEC Nijmegen             | Cho mượn      |
| 6 tháng 8 năm 2015     | Bryn Morris             | Middlesbrough           | Coventry City            | Cho mượn      |
| 6 tháng 8 năm 2015     | Yann M'Vila             | Rubin Kazan             | Sunderland               | Cho mượn      |
| 6 tháng 8 năm 2015     | Rafael Páez             | Liverpool               | Alcorcón                 | Không tiết lộ |
| 6 tháng 8 năm 2015     | Mohamed Salah           | Chelsea                 | Roma                     | Cho mượn      |
| 6 tháng 8 năm 2015     | Ivan Toney              | Northampton Town        | Newcastle United         | Không tiết lộ |
| 6 tháng 8 năm 2015     | Marnick Vermijl         | Sheffield Wednesday     | Preston North End        | Cho mượn      |
| 7 tháng 8 năm 2015     | Dominic Calvert-Lewin   | Sheffield United        | Northampton Town         | Cho mượn      |
| 7 tháng 8 năm 2015     | Harry Cornick           | Bournemouth             | Yeovil Town              | Cho mượn      |
| 7 tháng 8 năm 2015     | Matej Delač             | Chelsea                 | Sarajevo                 | Cho mượn      |
| 7 tháng 8 năm 2015     | Shane Ferguson          | Newcastle United        | Millwall                 | Cho mượn      |
| 7 tháng 8 năm 2015     | Serge Gnabry            | Arsenal                 | West Bromwich Albion     | Cho mượn      |
| 7 tháng 8 năm 2015     | Grant Hall              | Tottenham Hotspur       | Queens Park Rangers      | Không tiết lộ |
| 7 tháng 8 năm 2015     | Tom Hitchcock           | Milton Keynes Dons      | Stevenage                | Cho mượn      |
| 7 tháng 8 năm 2015     | Konstantinos Mitroglou  | Fulham                  | Benfica                  | Cho mượn      |
| 7 tháng 8 năm 2015     | Moses Odubajo           | Brentford               | Hull City                | £3.5m         |
| 7 tháng 8 năm 2015     | Callum Robinson         | Aston Villa             | Bristol City             | Cho mượn      |
| 7 tháng 8 năm 2015     | Renny Smith             | Tự do                   | Burnley                  | Miễn phí      |
| 7 tháng 8 năm 2015     | David Tutonda           | Cardiff City            | York City                | Cho mượn      |
| 7 tháng 8 năm 2015     | Stéphane Zubar          | Bournemouth             | York City                | Cho mượn      |
| 8 tháng 8 năm 2015     | Alex Davey              | Chelsea                 | Peterborough United      | Cho mượn      |
| 8 tháng 8 năm 2015     | Joe Pigott              | Charlton Athletic       | Southend United          | Cho mượn      |
| 10 tháng 8 năm 2015    | Modou Barrow            | Swansea City            | Blackburn Rovers         | Cho mượn      |
| 10 tháng 8 năm 2015    | Cristián Cuevas         | Chelsea                 | Sint-Truiden             | Cho mượn      |
| 10 tháng 8 năm 2015    | David Edgar             | Birmingham City         | Sheffield United         | Cho mượn      |
| 10 tháng 8 năm 2015    | Josh Ginnelly           | Shrewsbury Town         | Burnley                  | Không tiết lộ |
| 10 tháng 8 năm 2015    | Emiliano Martínez       | Arsenal                 | Wolverhampton Wanderers  | Cho mượn      |
| 10 tháng 8 năm 2015    | Dame N'Doye             | Hull City               | Trabzonspor              | £2.2m         |
| 10 tháng 8 năm 2015    | Salomón Rondón          | Zenit Saint Petersburg  | West Bromwich Albion     | £12m          |
| 10 tháng 8 năm 2015    | Rory Watson             | Hull City               | Scunthorpe United        | Cho mượn      |
| 11 tháng 8 năm 2015    | Hope Akpan              | Reading                 | Blackburn Rovers         | Miễn phí      |
| 11 tháng 8 năm 2015    | Ben Hamer               | Leicester City          | Bristol City             | Cho mượn      |
| 11 tháng 8 năm 2015    | Xherdan Shaqiri         | Inter Milan             | Stoke City               | £12m          |
| 12 tháng 8 năm 2015    | Edin Džeko              | Manchester City         | Roma                     | Cho mượn      |
| 12 tháng 8 năm 2015    | Uwe Hünemeier           | Paderborn 07            | Brighton & Hove Albion   | Không tiết lộ |
| 12 tháng 8 năm 2015    | Chris Kirkland          | Tự do                   | Preston North End        | Miễn phí      |
| 12 tháng 8 năm 2015    | Oriol Romeu             | Chelsea                 | Southampton              | £5m           |
| 12 tháng 8 năm 2015    | Josh Vickers            | Tự do                   | Swansea City             | Miễn phí      |
| 13 tháng 8 năm 2015    | Mason Holgate           | Barnsley                | Everton                  | Không tiết lộ |
| 13 tháng 8 năm 2015    | Paolo Hurtado           | Paços de Ferreira       | Reading                  | Không tiết lộ |
| 14 tháng 8 năm 2015    | Nathan Aké              | Chelsea                 | Watford                  | Cho mượn      |
| 14 tháng 8 năm 2015    | Maxime Colin            | Anderlecht              | Brentford                | Không tiết lộ |
| 14 tháng 8 năm 2015    | Shaq Coulthirst         | Tottenham Hotspur       | Wigan Athletic           | Cho mượn      |
| 14 tháng 8 năm 2015    | Rouwen Hennings         | Karlsruher SC           | Burnley                  | Không tiết lộ |
| 14 tháng 8 năm 2015    | Chris Kettings          | Crystal Palace          | Stevenage                | Cho mượn      |
| 14 tháng 8 năm 2015    | Jacob Murphy            | Norwich City            | Coventry City            | Cho mượn      |
| 14 tháng 8 năm 2015    | Jamie Murphy            | Sheffield United        | Brighton & Hove Albion   | Không tiết lộ |
| 14 tháng 8 năm 2015    | Clinton N'Jie           | Lyon                    | Tottenham Hotspur        | £8.3m         |
| 14 tháng 8 năm 2015    | Lee Novak               | Birmingham City         | Chesterfield             | Cho mượn      |
| 14 tháng 8 năm 2015    | David Nugent            | Leicester City          | Middlesbrough            | £4m           |
| 14 tháng 8 năm 2015    | Connor Ogilvie          | Tottenham Hotspur       | Stevenage                | Cho mượn      |
| 14 tháng 8 năm 2015    | Adama Traoré            | Barcelona               | Aston Villa              | £7m           |
| 16 tháng 8 năm 2015    | Baba Rahman             | Augsburg                | Chelsea                  | £14m          |
| 17 tháng 8 năm 2015    | Botti Biabi             | Falkirk                 | Swansea City             | Không tiết lộ |
| 17 tháng 8 năm 2015    | Alessandro Diamanti     | Guangzhou Evergrande    | Watford                  | Cho mượn      |
| 18 tháng 8 năm 2015    | Álex Fernández          | Espanyol                | Reading                  | Cho mượn      |
| 18 tháng 8 năm 2015    | Ayo Obileye             | Charlton Athletic       | Dagenham & Redbridge     | Cho mượn      |
| 18 tháng 8 năm 2015    | Wellington Silva        | Arsenal                 | Bolton Wanderers         | Cho mượn      |
| 18 tháng 8 năm 2015    | Roberto Soldado         | Tottenham Hotspur       | Villarreal               | £10m          |
| 19 tháng 8 năm 2015    | Rémy Cabella            | Newcastle United        | Marseille                | Cho mượn      |
| 19 tháng 8 năm 2015    | Connor Goldson          | Shrewsbury Town         | Brighton & Hove Albion   | Không tiết lộ |
| 19 tháng 8 năm 2015    | Gökhan Inler            | Napoli                  | Leicester City           | £3m           |
| 19 tháng 8 năm 2015    | Diego Poyet             | West Ham United         | Milton Keynes Dons       | Cho mượn      |
| 19 tháng 8 năm 2015    | Florian Thauvin         | Marseille               | Newcastle United         | £12m          |
| 20 tháng 8 năm 2015    | Reece Burke             | West Ham United         | Bradford City            | Cho mượn      |
| 20 tháng 8 năm 2015    | Kyle Ebecilio           | Twente                  | Nottingham Forest        | Cho mượn      |
| 20 tháng 8 năm 2015    | Lee Evans               | Wolverhampton Wanderers | Bradford City            | Cho mượn      |
| 20 tháng 8 năm 2015    | Nicolás Otamendi        | Valencia                | Manchester City          | £32m          |
| 20 tháng 8 năm 2015    | Pedro                   | Barcelona               | Chelsea                  | £21.4m        |
| 20 tháng 8 năm 2015    | Francesco Pisano        | Tự do                   | Bolton Wanderers         | Miễn phí      |
| 20 tháng 8 năm 2015    | Tim Ream                | Bolton Wanderers        | Fulham                   | Không tiết lộ |
| 20 tháng 8 năm 2015    | Christian Scales        | Crystal Palace          | Crawley Town             | Cho mượn      |
| 20 tháng 8 năm 2015    | Alex Smithies           | Huddersfield Town       | Queens Park Rangers      | Không tiết lộ |
| 20 tháng 8 năm 2015    | Ryan Watson             | Leicester City          | Northampton Town         | Cho mượn      |
| 21 tháng 8 năm 2015    | Mehdi Abeid             | Newcastle United        | Panathinaikos            | Không tiết lộ |
| 21 tháng 8 năm 2015    | Jacob Blyth             | Leicester City          | Cambridge United         | Cho mượn      |
| 21 tháng 8 năm 2015    | Nicolai Brock-Madsen    | Randers                 | Birmingham City          | £500,000      |
| 21 tháng 8 năm 2015    | Janoi Donacien          | Aston Villa             | Wycombe Wanderers        | Cho mượn      |
| 21 tháng 8 năm 2015    | Andre Gray              | Brentford               | Burnley                  | £9m           |
| 21 tháng 8 năm 2015    | Tom Lawrence            | Leicester City          | Blackburn Rovers         | Cho mượn      |
| 21 tháng 8 năm 2015    | Josh Murphy             | Norwich City            | Milton Keynes Dons       | Cho mượn      |
| 22 tháng 8 năm 2015    | Kadeem Harris           | Cardiff City            | Barnsley                 | Cho mượn      |
| 22 tháng 8 năm 2015    | Luke O'Neill            | Burnley                 | Southend United          | Cho mượn      |
| 22 tháng 8 năm 2015    | Kenedy                  | Fluminense              | Chelsea                  | £6.3m         |
| 24 tháng 8 năm 2015    | James Alabi             | Tự do                   | Ipswich Town             | Miễn phí      |
| 24 tháng 8 năm 2015    | Joe Lewis               | Cardiff City            | Fulham                   | Cho mượn      |
| 24 tháng 8 năm 2015    | Liam O'Neil             | West Bromwich Albion    | Chesterfield             | Không tiết lộ |
| 25 tháng 8 năm 2015    | Juan Cuadrado           | Chelsea                 | Juventus                 | Cho mượn      |
| 25 tháng 8 năm 2015    | Marko Marin             | Chelsea                 | Trabzonspor              | Cho mượn      |
| 25 tháng 8 năm 2015    | Murray Wallace          | Huddersfield Town       | Scunthorpe United        | Cho mượn      |
| 26 tháng 8 năm 2015    | Stephen Kingsley        | Swansea City            | Crewe Alexandra          | Cho mượn      |
| 26 tháng 8 năm 2015    | Gabriel Tamaș           | Tự do                   | Cardiff City             | Miễn phí      |
| 26 tháng 8 năm 2015    | Harry Wilson            | Liverpool               | Crewe Alexandra          | Cho mượn      |
| 27 tháng 8 năm 2015    | Mario Balotelli         | Liverpool               | A.C. Milan               | Cho mượn      |
| 27 tháng 8 năm 2015    | Joey Barton             | Tự do                   | Burnley                  | Miễn phí      |
| 27 tháng 8 năm 2015    | Mustapha Carayol        | Middlesbrough           | Huddersfield Town        | Cho mượn      |
| 27 tháng 8 năm 2015    | José Manuel Casado      | Tự do                   | Bolton Wanderers         | Miễn phí      |
| 27 tháng 8 năm 2015    | Jordy Hiwula            | Huddersfield Town       | Wigan Athletic           | Cho mượn      |
| 27 tháng 8 năm 2015    | Emyr Huws               | Wigan Athletic          | Huddersfield Town        | Cho mượn      |
| 27 tháng 8 năm 2015    | Jesse Joronen           | Fulham                  | Stevenage                | Cho mượn      |
| 27 tháng 8 năm 2015    | Shaun Maloney           | Chicago Fire            | Hull City                | Không tiết lộ |
| 27 tháng 8 năm 2015    | Pavel Pogrebnyak        | Reading                 | Dynamo Moscow            | Miễn phí      |
| 27 tháng 8 năm 2015    | Oscar Threlkeld         | Bolton Wanderers        | Plymouth Argyle          | Cho mượn      |
| 27 tháng 8 năm 2015    | Aleksandar Tonev        | Aston Villa             | Frosinone                | Không tiết lộ |
| 27 tháng 8 năm 2015    | Michael Turner          | Norwich City            | Sheffield Wednesday      | Cho mượn      |
| 28 tháng 8 năm 2015    | Fernando Amorebieta     | Fulham                  | Middlesbrough            | Cho mượn      |
| 28 tháng 8 năm 2015    | Callum Harriott         | Charlton Athletic       | Colchester United        | Cho mượn      |
| 28 tháng 8 năm 2015    | James Husband           | Middlesbrough           | Fulham                   | Cho mượn      |
| 30 tháng 6 năm 2015    | Marcos Lopes            | Manchester City         | Monaco                   | £3.9m         |
| 28 tháng 8 năm 2015    | Joe Maguire             | Liverpool               | Leyton Orient            | Cho mượn      |
| 28 tháng 8 năm 2015    | Piotr Malarczyk         | Korona Kielce           | Ipswich Town             | Không tiết lộ |
| 28 tháng 8 năm 2015    | Jak McCourt             | Leicester City          | Port Vale                | Cho mượn      |
| 28 tháng 8 năm 2015    | Stephen McLaughlin      | Nottingham Forest       | Southend United          | Không tiết lộ |
| 28 tháng 8 năm 2015    | Leandro Rodríguez       | River Plate             | Everton                  | £500,000      |
| 28 tháng 8 năm 2015    | Son Heung-min           | Bayer Leverkusen        | Tottenham Hotspur        | £22m          |
| 28 tháng 8 năm 2015    | Simonas Stankevičius    | Leicester City          | Oldham Athletic          | Cho mượn      |
| 28 tháng 8 năm 2015    | Cameron Stewart         | Ipswich Town            | Doncaster Rovers         | Cho mượn      |
| 28 tháng 8 năm 2015    | Ola Toivonen            | Rennes                  | Sunderland               | Cho mượn      |
| 28 tháng 8 năm 2015    | Dániel Tőzsér           | Tự do                   | Queens Park Rangers      | Miễn phí      |
| 29 tháng 8 năm 2015    | Tyler Blackett          | Manchester United       | Celtic                   | Cho mượn      |
| 29 tháng 8 năm 2015    | Callum Elder            | Leicester City          | Peterborough United      | Cho mượn      |
| 29 tháng 8 năm 2015    | Jonny Evans             | Manchester United       | West Bromwich Albion     | Không tiết lộ |
| 29 tháng 8 năm 2015    | Fernando Forestieri     | Watford                 | Sheffield Wednesday      | Không tiết lộ |
| 29 tháng 8 năm 2015    | Elvis Manu              | Feyenoord               | Brighton & Hove Albion   | Không tiết lộ |
| 29 tháng 8 năm 2015    | Ryan McLaughlin         | Liverpool               | Aberdeen                 | Cho mượn      |
| 29 tháng 8 năm 2015    | Tommy Oar               | Tự do                   | Ipswich Town             | Miễn phí      |
| 29 tháng 8 năm 2015    | Daniel Pudil            | Watford                 | Sheffield Wednesday      | Cho mượn      |
| 29 tháng 8 năm 2015    | Glen Rea                | Brighton & Hove Albion  | Southend United          | Cho mượn      |
| 30 tháng 8 năm 2015    | Kevin De Bruyne         | Wolfsburg               | Manchester City          | £55m          |
| 30 tháng 8 năm 2015    | Lazar Marković          | Liverpool               | Fenerbahçe               | Cho mượn      |
| 31 tháng 8 năm 2015    | Barry Bannan            | Crystal Palace          | Sheffield Wednesday      | Không tiết lộ |
| 31 tháng 8 năm 2015    | Jeremie Boga            | Chelsea                 | Rennes                   | Cho mượn      |
| 31 tháng 8 năm 2015    | Fabio Borini            | Liverpool               | Sunderland               | £10m          |
| 31 tháng 8 năm 2015    | Riccardo Calder         | Aston Villa             | Dundee                   | Cho mượn      |
| 31 tháng 8 năm 2015    | Sergi Canós             | Liverpool               | Brentford                | Cho mượn      |
| 31 tháng 8 năm 2015    | Jason Denayer           | Manchester City         | Galatasaray              | Cho mượn      |
| 31 tháng 8 năm 2015    | Marco Djuricin          | Red Bull Salzburg       | Brentford                | Cho mượn      |
| 31 tháng 8 năm 2015    | Lasha Dvali             | Reading                 | Duisburg                 | Miễn phí      |
| 31 tháng 8 năm 2015    | Ryan Fredericks         | Bristol City            | Fulham                   | Không tiết lộ |
| 31 tháng 8 năm 2015    | Emanuele Giaccherini    | Sunderland              | Bologna                  | Cho mượn      |
| 31 tháng 8 năm 2015    | Javi Guerra             | Cardiff City            | Rayo Vallecano           | Không tiết lộ |
| 31 tháng 8 năm 2015    | Javier Hernández        | Manchester United       | Bayer Leverkusen         | £7.3m         |
| 31 tháng 8 năm 2015    | Brown Ideye             | West Bromwich Albion    | Olympiacos               | Không tiết lộ |
| 31 tháng 8 năm 2015    | Adnan Januzaj           | Manchester United       | Borussia Dortmund        | Cho mượn      |
| 31 tháng 8 năm 2015    | Olivier Kemen           | Newcastle United        | Lyon                     | £550,000      |
| 31 tháng 8 năm 2015    | Anders Lindegaard       | Manchester United       | West Bromwich Albion     | Miễn phí      |
| 31 tháng 8 năm 2015    | Modibo Maïga            | West Ham United         | Al-Nassr                 | Không tiết lộ |
| 31 tháng 8 năm 2015    | Emmanuel Mayuka         | Southampton             | Metz                     | Không tiết lộ |
| 31 tháng 8 năm 2015    | Dieumerci Mbokani       | Dynamo Kyiv             | Norwich City             | Cho mượn      |
| 31 tháng 8 năm 2015    | Glenn Murray            | Crystal Palace          | Bournemouth              | £5m           |
| 31 tháng 8 năm 2015    | Loïc Nego               | Charlton Athletic       | Videoton                 | Không tiết lộ |
| 31 tháng 8 năm 2015    | Lucas Piazon            | Chelsea                 | Reading                  | Cho mượn      |
| 31 tháng 8 năm 2015    | Idriss Saadi            | Clermont Foot           | Cardiff City             | Không tiết lộ |
| 31 tháng 8 năm 2015    | Ricky van Wolfswinkel   | Norwich City            | Real Betis               | Cho mượn      |
| 31 tháng 8 năm 2015    | Etien Velikonja         | Cardiff City            | Lierse                   | Không tiết lộ |
| 31 tháng 8 năm 2015    | Jelle Vossen            | Burnley                 | Club Brugge              | Không tiết lộ |
| 31 tháng 8 năm 2015    | Samed Yeşil             | Liverpool               | Luzern                   | Cho mượn      |
| 31 tháng 8 năm 2015    | Cristian Manea          | Chelsea                 | Royal Excel Mouscron     | Cho mượn      |
| 1 tháng 9 năm 2015     | Gabriele Angella        | Watford                 | Queens Park Rangers      | Cho mượn      |
| 1 tháng 9 năm 2015     | Nathan Baker            | Aston Villa             | Bristol City             | Cho mượn      |
| 1 tháng 9 năm 2015     | Jordan Botaka           | Excelsior               | Leeds United             | Không tiết lộ |
| 1 tháng 9 năm 2015     | Jacob Butterfield       | Huddersfield Town       | Derby County             | Không tiết lộ |
| 1 tháng 9 năm 2015     | Nathan Byrne            | Swindon Town            | Wolverhampton Wanderers  | Không tiết lộ |
| 1 tháng 9 năm 2015     | Adama Diomande          | Stabæk                  | Hull City                | Không tiết lộ |
| 1 tháng 9 năm 2015     | Papy Djilobodji         | Nantes                  | Chelsea                  | £2.7m         |
| 1 tháng 9 năm 2015     | Ramiro Funes Mori       | River Plate             | Everton                  | £9.5m         |
| 1 tháng 9 năm 2015     | Nikica Jelavić          | Hull City               | West Ham United          | £3m           |
| 1 tháng 9 năm 2015     | Miguel Layún            | Watford                 | Porto                    | Cho mượn      |
| 1 tháng 9 năm 2015     | Joleon Lescott          | West Bromwich Albion    | Aston Villa              | £2m           |
| 1 tháng 9 năm 2015     | Liam Moore              | Leicester City          | Bristol City             | Cho mượn      |
| 1 tháng 9 năm 2015     | Victor Moses            | Chelsea                 | West Ham United          | Cho mượn      |
| 1 tháng 9 năm 2015     | Luke O'Neill            | Burnley                 | Southend United          | Miễn phí      |
| 1 tháng 9 năm 2015     | Obbi Oularé             | Club Brugge             | Watford                  | Không tiết lộ |
| 1 tháng 9 năm 2015     | Matija Sarkic           | Anderlecht              | Aston Villa              | Không tiết lộ |
| 1 tháng 9 năm 2015     | Alex Song               | Barcelona               | West Ham United          | Cho mượn      |
| 1 tháng 9 năm 2015     | Richard Stearman        | Wolverhampton Wanderers | Fulham                   | Không tiết lộ |
| 1 tháng 9 năm 2015     | Virgil van Dijk         | Celtic                  | Southampton              | £11.5m        |
| 1 tháng 9 năm 2015     | Islam Feruz             | Chelsea                 | Hibernian                | Cho mượn      |
| 1 tháng 9 năm 2015     | Anthony Martial         | Monaco                  | Manchester United        | £36m          |
| 1 tháng 9 năm 2015     | Michael Hector          | Reading                 | Chelsea                  | £5.4m         |
| 1 tháng 9 năm 2015     | Michael Hector          | Chelsea                 | Reading                  | Cho mượn      |
| 1 tháng 9 năm 2015     | Carlos de Pena          | Nacional                | Middlesbrough            | Không tiết lộ |
| 1 tháng 9 năm 2015     | Ola John                | Benfica                 | Reading                  | Cho mượn      |
| 1 tháng 9 năm 2015     | Matěj Vydra             | Watford                 | Reading                  | Cho mượn      |

a  Cầu thủ chính thức gia nhập câu lạc bộ ngày 1 tháng 7 năm 2015.